# خوسيه جويل غونزاليس
خوسيه جويل غونزاليس (بالإسبانية: José Joel González)‏ (27 يناير 1979 بمدينة مكسيكو في المكسيك - ) هو لاعب كرة قدم مكسيكي في مركز الوسط. شارك مع منتخب المكسيك لكرة القدم. أما مع النوادي، فقد لعب مع أتلانتي إف سي ونادي بويبلا ونادي سان لويس ونادي مونتيري ونادي نيكاكسا وأتلاتيكو إيرابواتو.

## وصلات خارجية
- خوسيه جويل غونزاليس على موقع الاتحاد الدولي (مؤرشف)  (الإنجليزية)
- خوسيه جويل غونزاليس على موقع قاعدة بيانات كرة القدم.إي يو (الإنجليزية)
- خوسيه جويل غونزاليس على موقع ناشيونال فوتبول تيمز (الإنجليزية)